# خشک‌کردن انجمادی

خشک‌کردن انجمادی

خشک‌کردن انجمادی (به انگلیسی: Freeze-drying) به‌طور خلاصه فرایندی است که در طی آن ماده‌ای را منجمد می‌کنند و سپس با کاهش فشار سامانه، آب منجمد درون ماده مورد نظر را به‌طور مستقیم به بخار تبدیل می‌کنند(تصعید). از این فرایند برای افزایش مدت نگه‌داری مواد غذایی و دارویی و همچنین آسان کردن حمل و نقل آن‌ها بهره می‌برند.https://doi.org/10.22037/afb.v7i1.26343

## تاریخچه
مردم امپراتوری اینکا از نوعی فرایند خشک‌کردن انجمادی برای نگه‌داری طولانی مدت سیب زمینی استفاده می‌کردند.
خشک‌کردن انجمادی به سرعت در جریان جنگ جهانی دوم رشد کرد. سرم (خون) توسط آمریکا برای کمک به متفقین اروپایی فرستاده می‌شد، اما به دلیل سختی فراهم کردن و حمل نقل وسایل انجمادی، این سرم‌ها معمولاً پیش از رسیدن به مقصد دچار فساد می‌شدند. فرایند خشک‌کردن انجمادی به عنوان روشی مناسب برای افزایش مدت نگه‌داری و حمل و نقل سرم‌ها بدون نیاز به نگه‌داری آن‌ها در یخچال توسعه یافت. بعدها این روش همچنین برای پنی سیلین نیز به کار گرفته شد و اکنون به‌طور گسترده در صنایع مختلف کاربرد دارد.

## کاربردهای خشک‌کردن انجمادی
خشک‌کردن مواد حساس به حرارت با روش‌های معمول مانند گرم کردن ممکن نیست. خارج کردن حلال از ساختمان پلیمرها، ترکیبات زیستی و غیرآلی و خارج کردن آب از ساختار آن‌ها از مهم‌ترین مسایل صنایع داروسازی،صنایع غذایی، پزشکی، صنایع پتروشیمی ، بیوشیمی و فناوری نانو به شمار می‌رود.
از میان روش‌های موجود، خشک‌کردن انجمادی نقش مهمی را در این صنایع و به ویژه در فناوری نانو به دست آورده است.

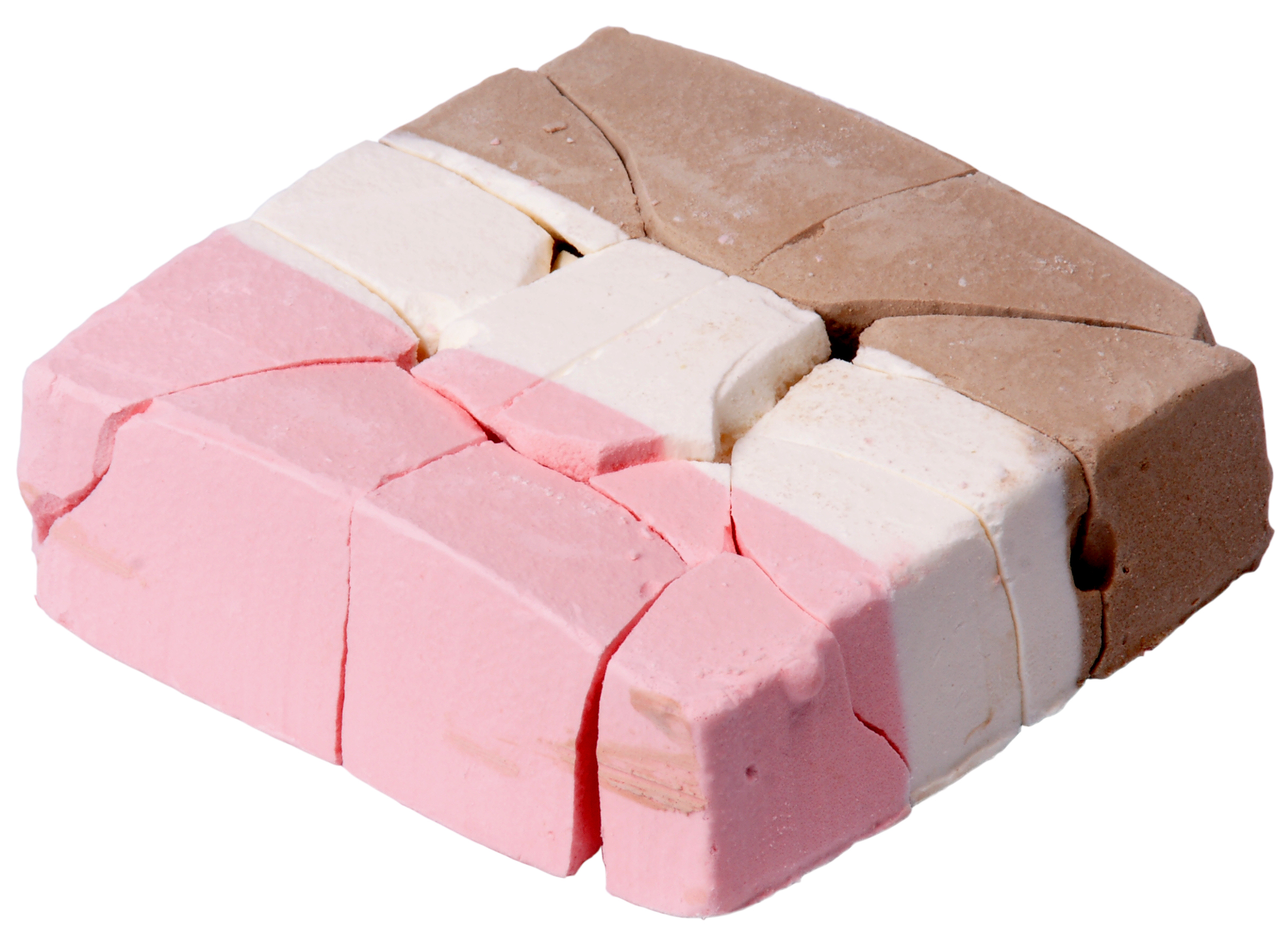
بستنی خشک شده به روش انجمادی

استفاده از این روش کاربرد فراوانی در تولید نانوذرات در صنایع الکتروشیمی، محیط زیست، مهندسی مواد و دارویی پیدا کرده‌است.
همچنین این روش برای مواد حساس و پُرارزش مانند داروها، واکسنها، آنتی بیوتیک‌ها، اجزای تشکیل‌دهنده خون، نمونه‌های زیستی، میکروارگانیسم‌ها، مواد غیرآلی حساس، پودر فلزهای کمیاب و سرامیک‌ها مورد استفاده قرار می‌گیرد.

## برتری‌های خشک‌کردن انجمادی بر دیگر روش‌ها
اکسید نشدن مواد، ایجاد نشدن ترکیبات جدید، کاهش چسبندگی و توده‌ای شدن مواد، یکنواختی اندازه ذرات مواد، افزایش مدت نگه‌داری و پایین بودن قیمت این فرایند از مزیت‌های آن بر دیگر روش‌های خشک‌کردن مواد می‌باشد.
از دیگر مزیت‌های خشک کن‌های انجمادی طراوت بالای محصول تولیدی می‌باشد ، میوه و سبزی در روش فریز درایینگ رنگ و طعم عالی ای را حفظ می‌کنند و در نتیجه می‌توان محصول را با قیمت بالا به فروش رسانده و سودآوری بالایی را تجربه کرد.

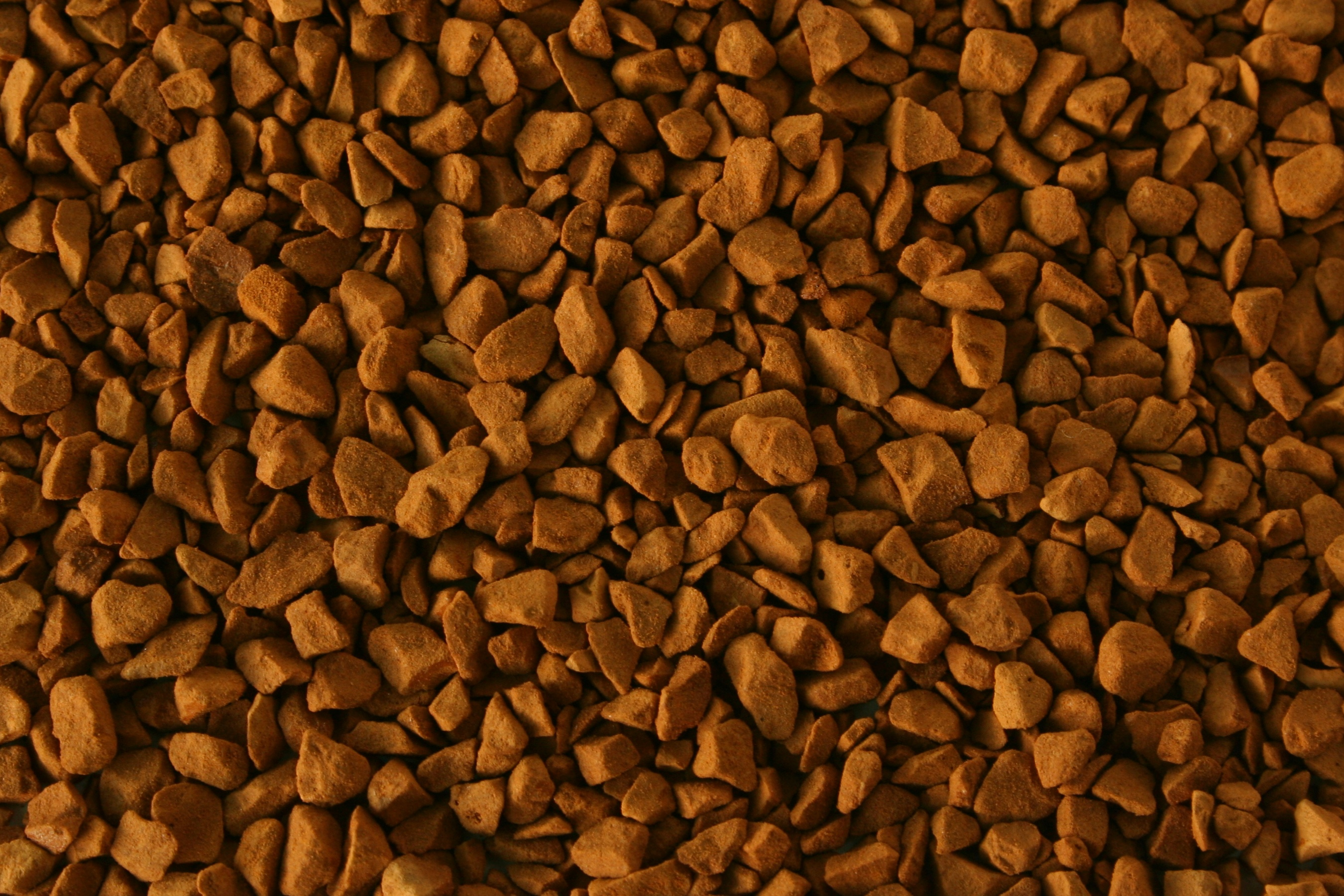
قهوه خشک شده به روش انجمادی

## مراحل فرایند خشک‌کردن انجمادی
خشک‌کردن انجمادی در سه مرحله شامل انجماد اولیه و خشک‌کردن اولیه (تصعید در خلاء) و خشک‌کردن ثانویه(تبخیر در خلاء) صورت می‌گیرد:
۱. انجماد اولیه: برخی مواد (مانند پودر فلزات) نیاز به گذراندن این مرحله ندارند ولی بعضی دیگر (مانند آنتی بیوتیک‌ها) باید آن را بگذرانند.
۲. خشک‌کردن اولیه: این مرحله که در طی آن یخ از سطح خارجی نمونه‌ها تبخیر می‌شود، در چند حالت کلی زیر انجام می‌شود:
- در داخل سرنگ؛ با متصل کردن آن‌ها به نگه‌دارنده‌های سرنگ
- توسط ویال در داخل اتاقک خشک‌کننده
- داخل سینی که در داخل اتاقک خشک‌کننده انجام می‌پذیرد
- توسط بالن؛ با متصل کردن آن‌ها به نگه‌دارنده‌های بالن
- به صورت چرخاندن و منجمد کردن که در داخل بالن صورت می‌گیرد.

همان‌طور که گفته شد، این مرحله در خلاء(۰٫۱ میلی بار) صورت می‌گیرد.
۳. خشک‌کردن ثانویه: تبخیر نهایی رطوبت باقی‌مانده معمولاً در زمان‌های طولانی‌تری نسبت به خشک‌کردن اولیه در اتاقک خشک‌کن انجام می‌شود.

## دستگاه خشک کن انجمادی چگونه کار می کند؟
خشک کن های انجمادی خانگی امروزه خشک کردن انجمادی را بسیار ساده می کنند. روش کار را می توان در مراحل زیر خلاصه کرد:
مواد غذایی را انتخاب کنید، آنها را روی سینی/ورق قرار دهید، سینی ها را داخل فریز خشک کن قرار دهید و دکمه شروع را فشار دهید.
مواد غذایی را قبل از قرار دادن آنها در فریزر روی سینی فریزر منجمد کنید تا فرآیند خشک کردن انجمادی کارآمدتر شود، اما نیازی به انجام این کار نیست.
1. مرحله انجماد: فریز خشک کن غذا را بین 30- تا 50- درجه فارنهایت منجمد می کند.
2. پمپ وکیوم: پس از یخ زدن، پمپ وکیوم به طور خودکار روشن می شود و خلاء قدرتمندی در اطراف غذا ایجاد می کند.
3. مرحله خشک کردن (تصعید): سینی ها به تدریج گرم می شوند در حالی که غذا هنوز یخ زده است و باعث می شود فرآیندی به نام تصعید اتفاق بیفتد که آب را از غذا خارج می کند و به آن اجازه می دهد شکل، طعم و غذای اصلی خود را حفظ کند.

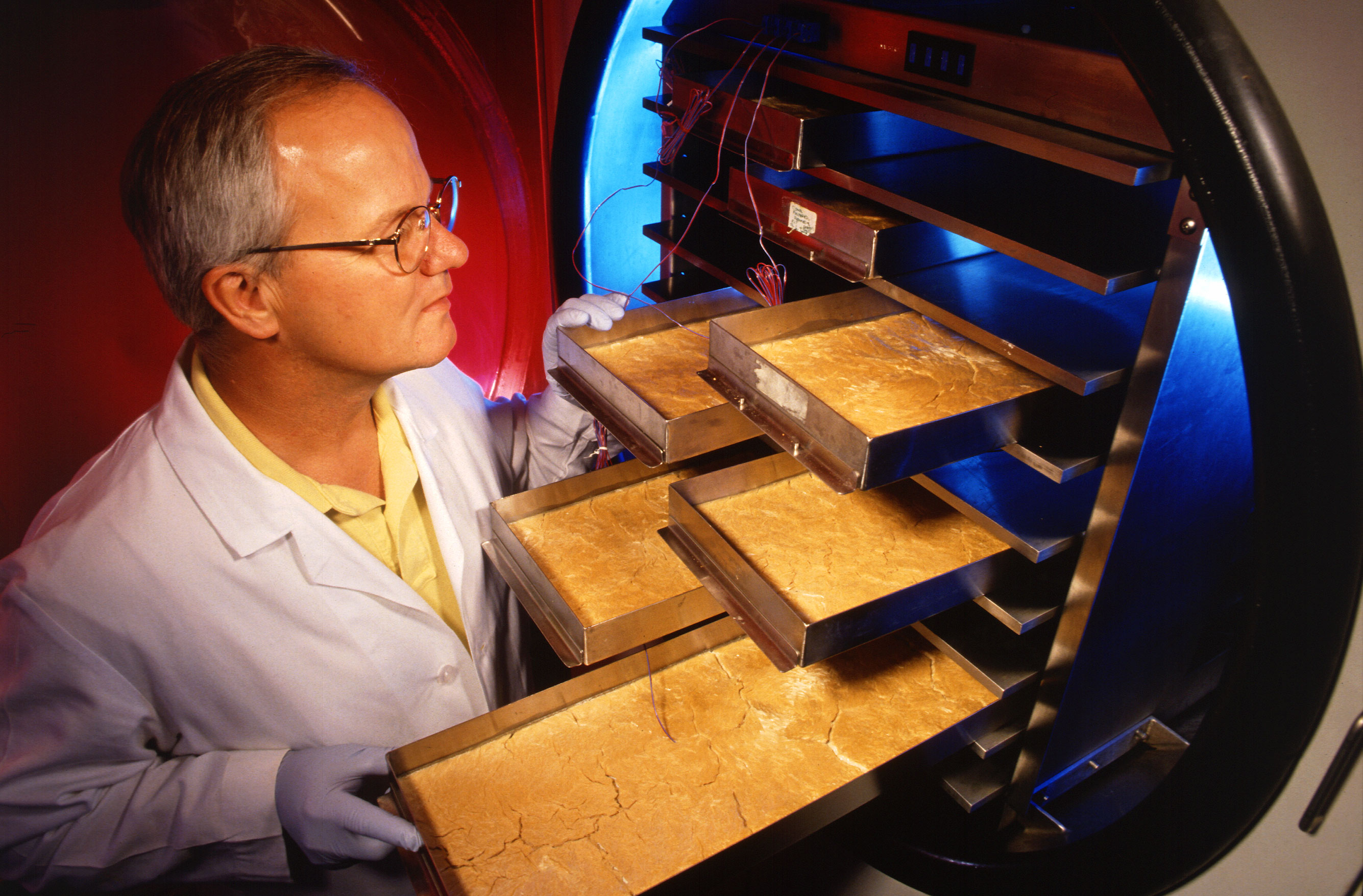
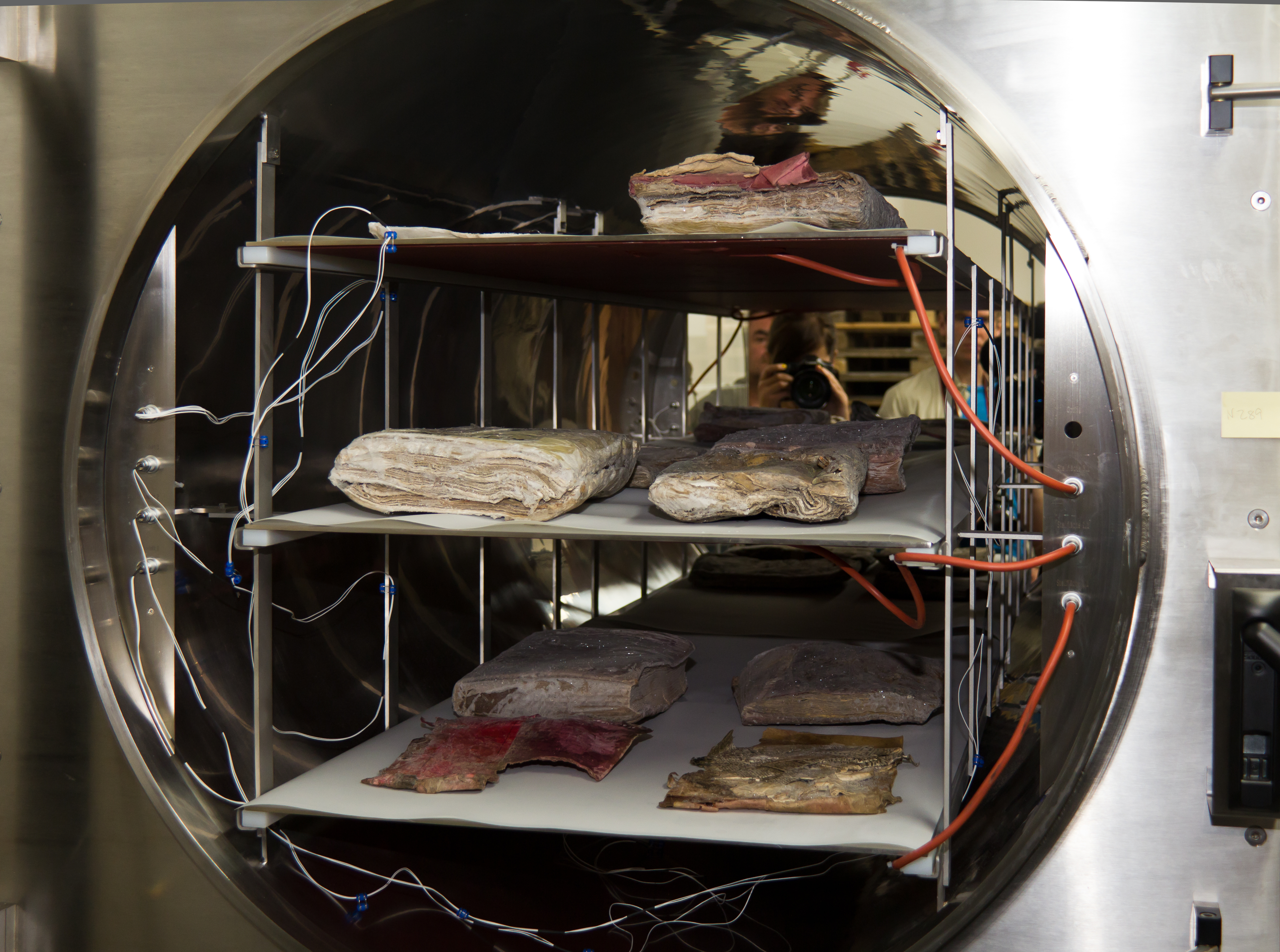
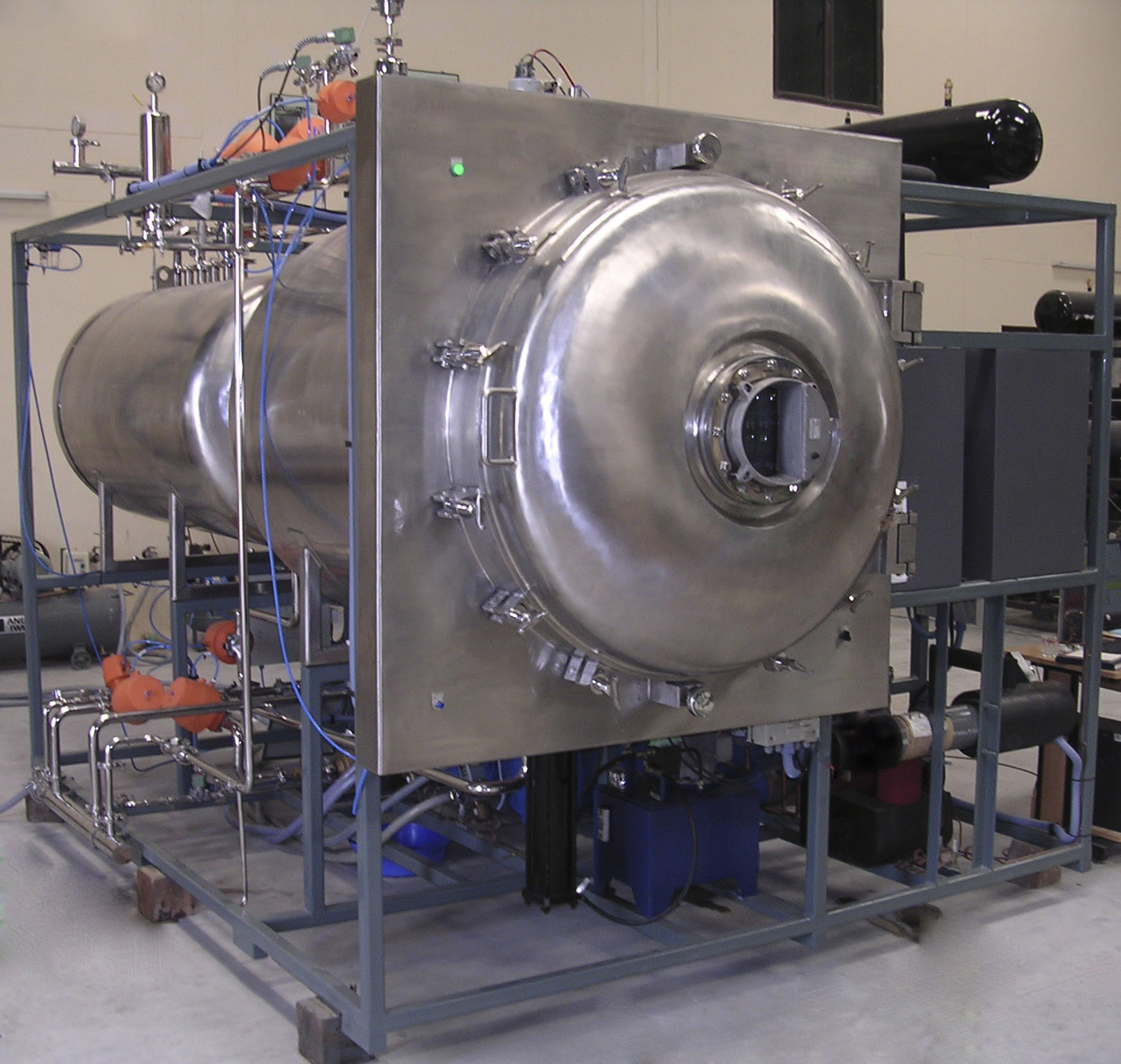
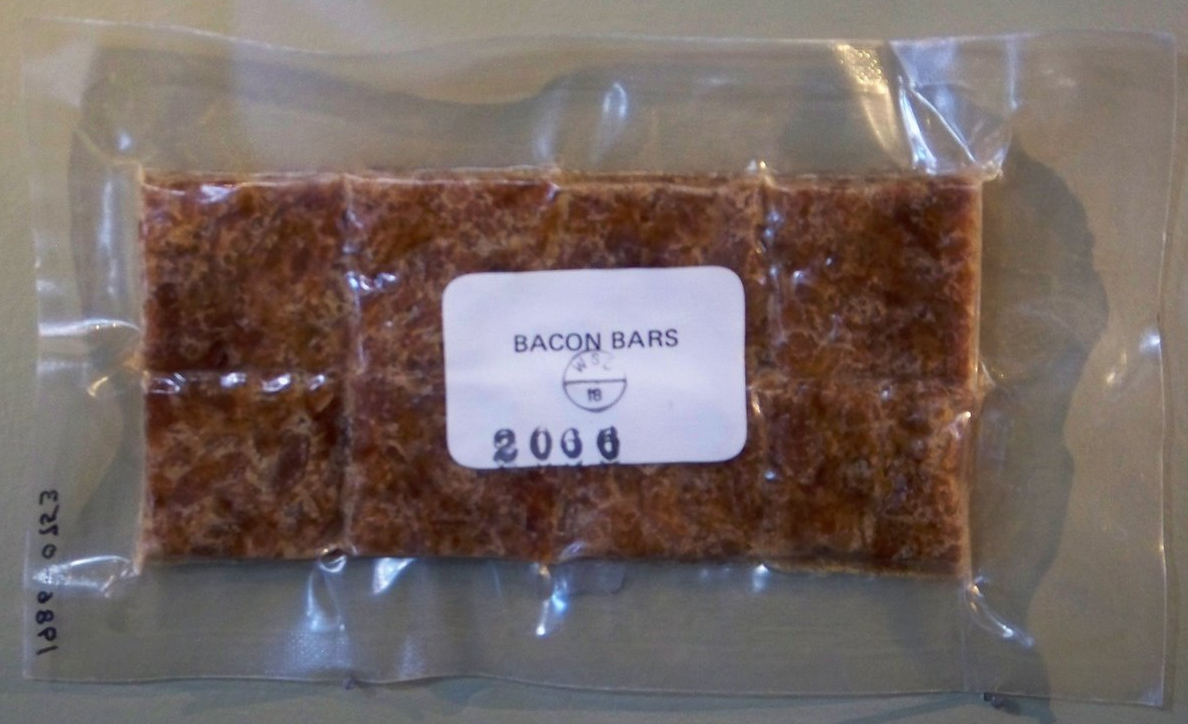